# Janusz Kocaj
Janusz Kocaj (* 1987) ist ein deutscher Filmschauspieler. Bekannt wurde er 2008 durch den deutschen Kinofilm Teenage Angst.

## Leben
Janusz Kocaj studierte an der Hochschule für Schauspielkunst Ernst Busch in Berlin. Seine erste Hauptrolle spielte er in dem Kinofilm Zeit der Fische. Ein Jahr später spielte er die Hauptrolle in dem Kinofilm Teenage  Angst, für den Holger Jäckle das Drehbuch geschrieben hat.
Zu seinen TV-Produktionen zählen Der Kriminalist, Der Alte und die zweiteilige ARD-Doku-Fiktion Gewaltfrieden. 2010 stand er für das ZDF Das kleine Fernsehspiel in der Produktion Friedenau vor der Kamera. Zuletzt stand er gemeinsam mit Jan Josef Liefers für die ARD-Produktion „Der Turm“ vor der Kamera.

## Filmografie (Auswahl)
- 2007: Zeit der Fische
- 2008: Teenage Angst
- 2009: Der Kriminalist – Zerschlagene Träume
- 2010: Ein Fall für zwei – Todeslauf
- 2010: Der Gewaltfrieden
- 2010: Der Alte – Dunkelziffer
- 2011: Schurkenstück
- 2011: Lollipop Monster
- 2011: Konterrevolution – Der Kapp-Lüttwitz-Putsch 1920
- 2012: Tatort – Keine Polizei
- 2012: Der Turm (TV-Zweiteiler)

## Theater / Schauspiel
- Leonce und Lena, Hochschule für Schauspielkunst Ernst Busch
- Hamlet – ein Albtraum, Hochschule für Schauspielkunst Ernst Busch
- Weine nicht, Deutsches Theater Berlin
- Der gute Mensch von Sezuan, Maxim Gorki Theater Berlin

## Hörbücher / Hörspiele
- Watchdog – NDR-Hörspiel, Regie Judith Lorentz
- Tod im Namen Gottes, WDR-Hörspiel
- 2011: Susanne Amatosero: Voodoo Child und die Musik als fünftes Element – Regie: Susanne Amatosero (Hörspiel – DKultur)
- 2012: Anne Lepper: Hund, wohin gehen wir; Regie: Claudia Johanna Leist (Hörspiel – WDR)
- 2014: Erich Maria Remarque: Im Westen nichts Neues – Regie: Christiane Ohaus (Hörspiel – RB)